# 納布科輸氣管
納布科輸氣管﹙英語：﹚是計劃中的天然氣管道，由土耳其的埃爾祖魯姆延伸到 Baumgarten an der March。 Baumgarten an der March 是奧地利主要的天然氣中心。納布科輸氣管，成就現在歐洲的天然氣供應者多元化和遞送路徑多元化，數個歐盟國家和美國支持。

## 計畫
此計劃始於2000年，歐洲國家跟土耳其欲建造一條天然氣管線，該管線預計從土耳其的Erzurum到奧地利的Baumgarten an der March. 主要建造的目的是要增加歐洲國家天然氣供應來源的多樣性，該項管線計畫受到歐盟的支持，該條管線主要計畫中的天然氣供應國為伊拉克，亞塞拜然以及土庫曼斯坦，建造預算約為60到80億美元，整條管線不會通過俄羅斯，主要就是要避開俄羅斯天然氣巨頭Gazprom對歐洲國家天然氣供應上的影響。
納布科天然氣管線的總長度約為3,300公里，其竣工後的天然氣年輸送量約為300到310億立方公尺。
整個管線計畫包的投資商為下列六家公司:

## 投資商
| 公司名稱            |
| ------------------- |
| 奧地利的OMV         |
| 匈牙利的MOL         |
| 保加利亞的Transgaz  |
| 保加利亞的Bulgargas |
| 土耳其的Turc Botas  |
| 法國的GDF           |

## 管線路徑
納布科輸氣管會從土耳其的埃爾祖魯姆出發，經過保加利亞，羅馬尼亞，匈牙利最後抵達奧地利的Baumgarten an der March。

## 管線計畫的現狀
納布科管線計畫目前已經終止，由塔納普天然氣管線計畫所取代。